# رياض بدير
رياض محمد علي بدير (أبو العبد؛ 8 مايو 1947 - 11 أبريل 2002) قائد عسكري فلسطيني، يعد أحد قادة حركة الجهاد الإسلامي وسرايا القدس، وكان قائدًا لمعركة مخيم جنين في أبريل 2002 وذلك خلال الانتفاضة الفلسطينية الثانية، ويُعرف بلقب «شيخ المجاهدين» و«شيخ معركة جنين» وهي المعركة التي قُتل خلالها من قبل القوات الإسرائيلية.